# Yall
Yall, auch Y’all geschrieben, ist ein spanisches Werbe- und Musikprojekt aus Barcelona.

## Geschichte
Im Mai 2008 schlossen sich zwei DJs und zwei Designer in Barcelona zusammen, um Werbeprojekte zu gestalten. Ihr Name Yall oder Y’all ist die Verkürzung des englischen Ausdrucks „You all“ (Ihr alle). Zu den Auftraggebern gehören Unternehmen wie Adidas, Ray Ban, Mercedes-Benz oder Pull and Bear. Neben den Designern Albert Pedrero und David A. Turover, beide Absolventen der Escola Superior de Disseny i Enginyeria Elisava in Barcelona, waren musikalisch Joan Sala und David Borràs beteiligt. Sala ist auch bekannt als Nighty Max und als DJ in den großen Clubs und Diskotheken in Spanien und darüber hinaus aktiv. Außerdem arbeitete er mit vielen nationalen und internationalen Acts zusammen, unter anderem mit Skrillex. Borràs, bekannt als Heren, machte sich als Produzent und Remixer einen Namen und hat schon zahlreiche eigene Veröffentlichungen gemacht. Er trennte sich Ende 2015 von Yall, um seine Solokarriere zu verfolgen.
Für die Herbstkollektion 2015 des internationalen Modelabels Desigual erstellte das Quartett eine Werbekampagne mit dem von Sala und Borràs geschriebenen Song Hundred Miles als Hintergrund. Den Gesang steuerte die ebenfalls aus Barcelona stammende Sängerin Gabriela Richardson bei. Das Lied wurde so populär, dass es noch im Oktober in Spanien und auch im Nachbarland Frankreich in die Charts einstieg. Daraufhin beschlossen Yall, inzwischen als Trio ohne Borràs, das Lied offiziell international zu veröffentlichen. Anfang 2016 erreichte Hundred Miles Platz 2 in Frankreich und stieg in der Schweiz und Deutschland ebenfalls in die Charts ein.

## Mitglieder
- Joan Sala Gasol
- David Borràs Paronella
- Albert Pedrero
- David A. Turover Seijo

## Diskografie
Lieder
- 2014: Play on Repeat[5]
- 2015: Hundred Miles (feat. Gabriela Richardson)
- 2017: Together

## Auszeichnungen für Musikverkäufe
| Goldene Schallplatte - Belgien - 2016: für die Single Hundred Miles | Diamantene Schallplatte - Frankreich - 2016: für die Single Hundred Miles |

Anmerkung: Auszeichnungen in Ländern aus den Charttabellen bzw. Chartboxen sind in ebendiesen zu finden.
| Land/RegionAuszeichnungen für Musikverkäufe (Land/Region, Auszeichnungen, Verkäufe, Quellen) | Gold     | Platin  | Diamant  | Verkäufe | Quellen             |
| -------------------------------------------------------------------------------------------- | -------- | ------- | -------- | -------- | ------------------- |
| Belgien (BRMA)                                                                               | Gold1    | —       | —        | 15.000   | ultratop.be         |
| Deutschland (BVMI)                                                                           | Gold1    | —       | —        | 200.000  | musikindustrie.de   |
| Frankreich (SNEP)                                                                            | —        | —       | Diamant1 | 233.333  | snepmusique.com     |
| Spanien (Promusicae)                                                                         | —        | Platin1 | —        | 60.000   | elportaldemusica.es |
| Insgesamt                                                                                    | 2× Gold2 | Platin1 | Diamant1 |          |                     |